# 磯部保次

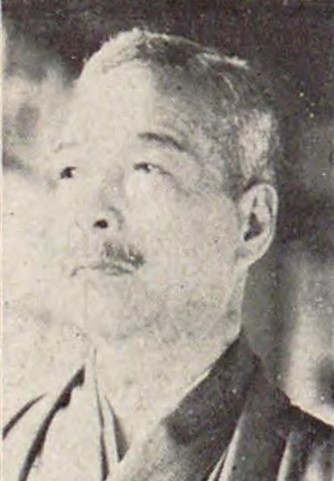
磯部保次

磯部 保次（磯辺、いそべ やすじ、1868年9月12日（明治元年7月26日） - 1928年（昭和3年）12月4日）は、常陸国出身の政治家で実業家。星亨の配下。

## 経歴
常陸国笠間藩（現在の茨城県笠間市）に生まれる。1891年12月に慶應義塾正科を卒業し、1895年、東京馬車鉄道に入る。1908年、立憲政友会から衆議院議員に当選し、大正3年に再選された。1909年、東京鉄道取締役に就任。1910年、東京瓦斯の前身である千代田瓦斯を設立。のち東京瓦斯常務。
ほか、旭工事株式会社社長、吾妻川電力、第二吾妻川電力、草津電気鉄道、ボルネオ殖産、日本曹達、隆文館、平和火災海上保険、須川電力、三協印刷、小倉鉄道、京王電気軌道、三ツ引商事の各会社取締役。
天台宗の信仰者であった。

## 親族
長女の節子は1927年2月22日に銀行員澁澤武と結婚、1928年5月8日に長男龍雄を出産。龍雄は、のちに澁澤龍彦の筆名で仏文学者・評論家・作家として知られた。